# بهمن غزلي (سبيدار)
بهمن غزلي (بالفارسية: بهمن گزلی) هي قرية تقع في إيران في قسم سبیدار الريفي. يقدر عدد سكانها بـ 57 نسمة بحسب إحصاء 2016.